# Harmen Steenwijck

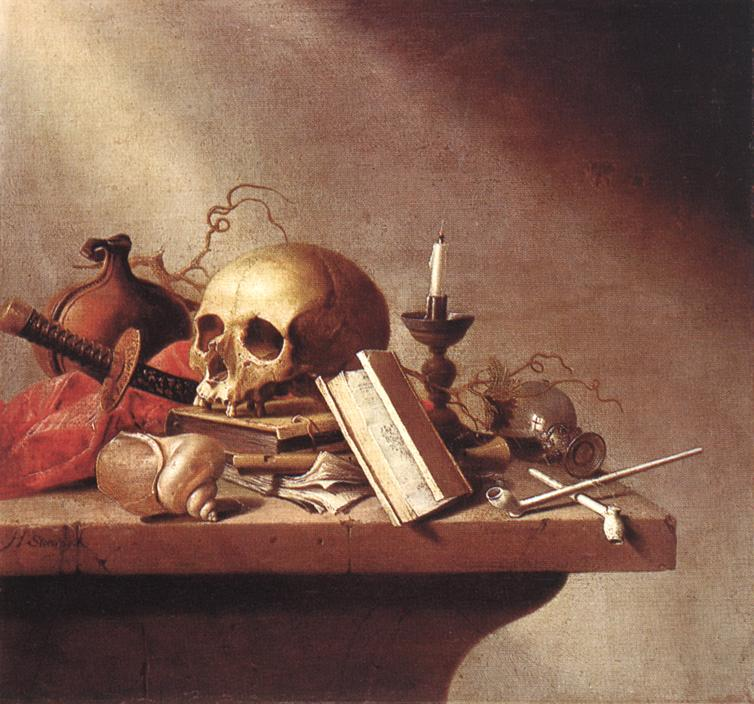
Harmen Steenwijck, Stillleben Vanitas (1640), Museum De Lakenhal, Leiden

Harmen Steenwijck, auch Herman van Steenwijk oder Harmen van Steenwyck (* ca. 1612 in Delft, heute: Niederlande; † nach 1656 in Leiden, Niederlande) war ein niederländischer Maler des Goldenen Zeitalters, der durch seine Stillleben bekannt wurde.

## Leben
Harmen wurde wie sein Bruder Pieter Steenwijck von seinem Vater Evert 1628 zu seinem Onkel, dem Maler David Bailly,
nach Leiden in die Lehre gegeben. In den Folgejahren war er dort Maler, bevor er 1633 in seine Geburtsstadt zurückging. Er war recht erfolgreich mit seinen Früchtestillleben und wurde 1636 Mitglied der Lukasgilde in Delft. 
Steenwijck reiste in den Jahren 1654–1656 nach Niederländisch-Indien, dem heutigen Indonesien. Nach seiner Rückkehr ist von ihm seit 1656 keine Tätigkeit als Maler bekannt. Er starb, um 1676, in Leiden.

## Werke (Auswahl)
- Allegorie der Vanitas des menschlichen Lebens, Öl auf Holz, 1640, 39,2 cm × 50,7 cm. National Gallery, London.
- Vanitas, Öl auf Holz, 37,7 cm × 38,2 cm, 1640, Museum De Lakenhal, Leiden, Niederlande.
- Stillleben mit irdenem Krug, Fischen und Früchten, Öl auf Holz, 1652, 23 cm × 27 cm, Rijksmuseum Amsterdam.
- Stillleben mit Totenschädel, Büchern, Flöte und Pfeife, Öl auf Eichenholz 20 cm × 26 cm, Kunstmuseum Basel.
- Stillleben mit Früchten und totem Geflügel, Öl auf Leinwand, 78 cm × 102 cm, Privatsammlung.
- Stillleben mit Pfirsichen. Schenkung Christoph Müller, Staatliches Museum Schwerin, Schwerin.
- Stillleben mit Musikinstrumenten und Noten, Öl auf Eichenholz, 42 cm × 59 cm. Seit 1891 Gemäldegalerie, Berlin.
- Stillleben mit Fisch, Birne, Fasan und Küchengeschirr, Ashmolean Museum, Oxford.
- Stillleben mit Früchten, Ashmolean Museum, Oxford.
- Stillleben, Öl auf Leinwand, 25 cm × 39 cm, Privatsammlung.